# Expedició austrohongaresa al Pol Nord
L'expedició austrohongaresa al Pol Nord, també anomenada Expedició Payer-Weyprecht, va ser una expedició científica a l'oceà àrtic que va tenir lloc entre 1872 i 1874 sota la direcció de Carl Weyprecht i Julius von Payer. L'expedició va descobrir un dels arxipèlags més septentrionals del món, la Terra de Francesc Josep.

## Objectius

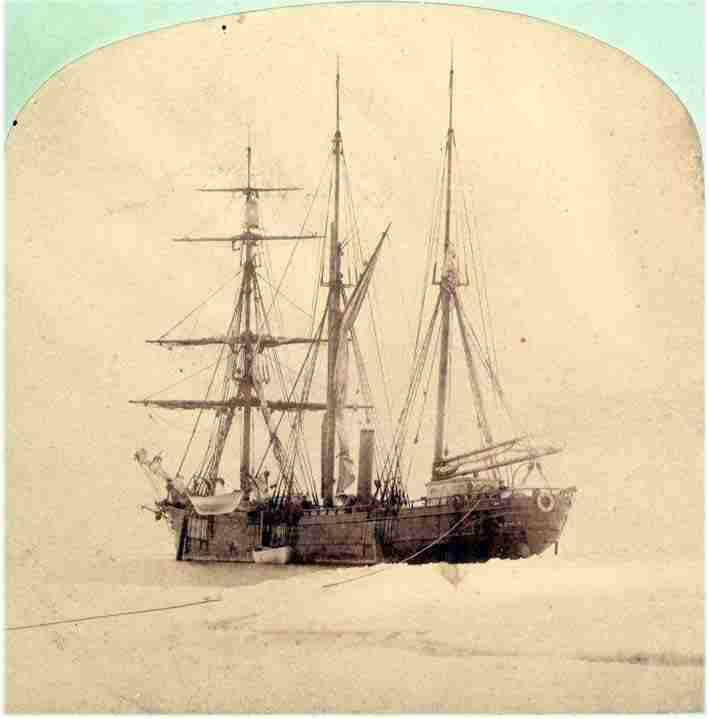
El Tegetthoff atrapat pel gel.

Segons Julius von Payer, un dels líders de l'expedició, el viatge tenia com a finalitat trobar el Pas del Nord-est, i per això exploraven la zona nord-oest de Nova Terra. Per a l'altre líder de l'expedició, Karl Weyprecht, el pol Nord era un objectiu secundari. El cost total de l'expedició fou de 175.000 florins, que van ser finançats per nobles de l'Imperi Austrohongarès. Els dos principals contribuents foren els comtes Johann Nepomuk Wilczek i Ödön Zichy.
El vaixell principal era el Tegetthoff, anomenat així per l'almirall austríac Wilhelm von Tegetthoff, a les ordres del qual servia Weyprecht. El vaixell va ser construït per Teklenborg & Beurmann a Bremerhaven. Es tractava d'un bergantí-goleta de tres pals i 220 tones, 38,34 metres d'eslora, i un motor de vapor de 100 CV (75 kW). La tripulació, formada per 24 homes, procedia de totes les parts de l'Imperi austrohongarès, però especialment d'Ístria i Dalmàcia.

## Viatge

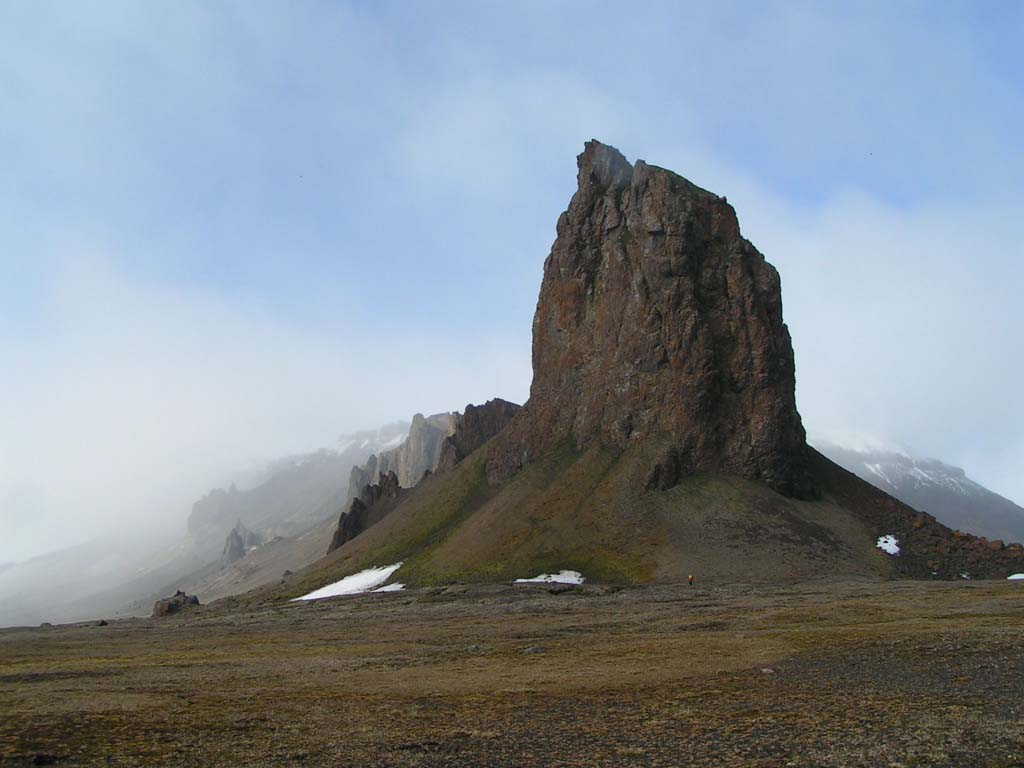
El cap Tegetthoff, a l'illa de Hall, descobert per l'expedició austrohongaresa al Pol Nord.

El Tegetthoff, amb la seva tripulació de 24 homes, va sortir de Tromsø, Noruega, el juliol de 1872. A finals d'agost quedaren atrapats en la banquisa al nord de Nova Terra, anant a la deriva cap a unes regions polars fins aquell moment desconegudes. En aquesta deriva, l'expedició va descobrir un arxipèlag que anomenaren Terra de Francesc Josep en honor de l'emperador austrohongarès Francesc Josep I. Payer va dirigir diverses expedicions en trineu per explorar les noves terres descobertes i en una d'elles arribaren als 81° 50' Nord.
Després de passar dos hiverns a bord del vaixell atrapat pel gel, el maig de 1874 el capità Weyprecht va decidir abandonar-lo i intentar tornar a casa emprant els trineus i els bots. El 14 d'agost de 1874 l'expedició va arribar a mar obert i posteriorment a Nova Terra, on foren rescatats per un pesquer rus. El 3 de setembre van arribar a Vardø, al nord de Noruega. Durant aquests tres anys sols perderen un home, Otto Krisch, per culpa de la tuberculosi.
L'expedició va tornar a Àustria en un vapor des de Vardø fins a Hamburg, on continuaren el viatge en tren. Durant el trajecte van participar en nombroses festes i sopars organitzats per dirigents locals i les societats geogràfiques de Noruega, Suècia i Alemanya. Van entrar triomfant a Viena, acollits per centenars de milers de persones.

## Significat

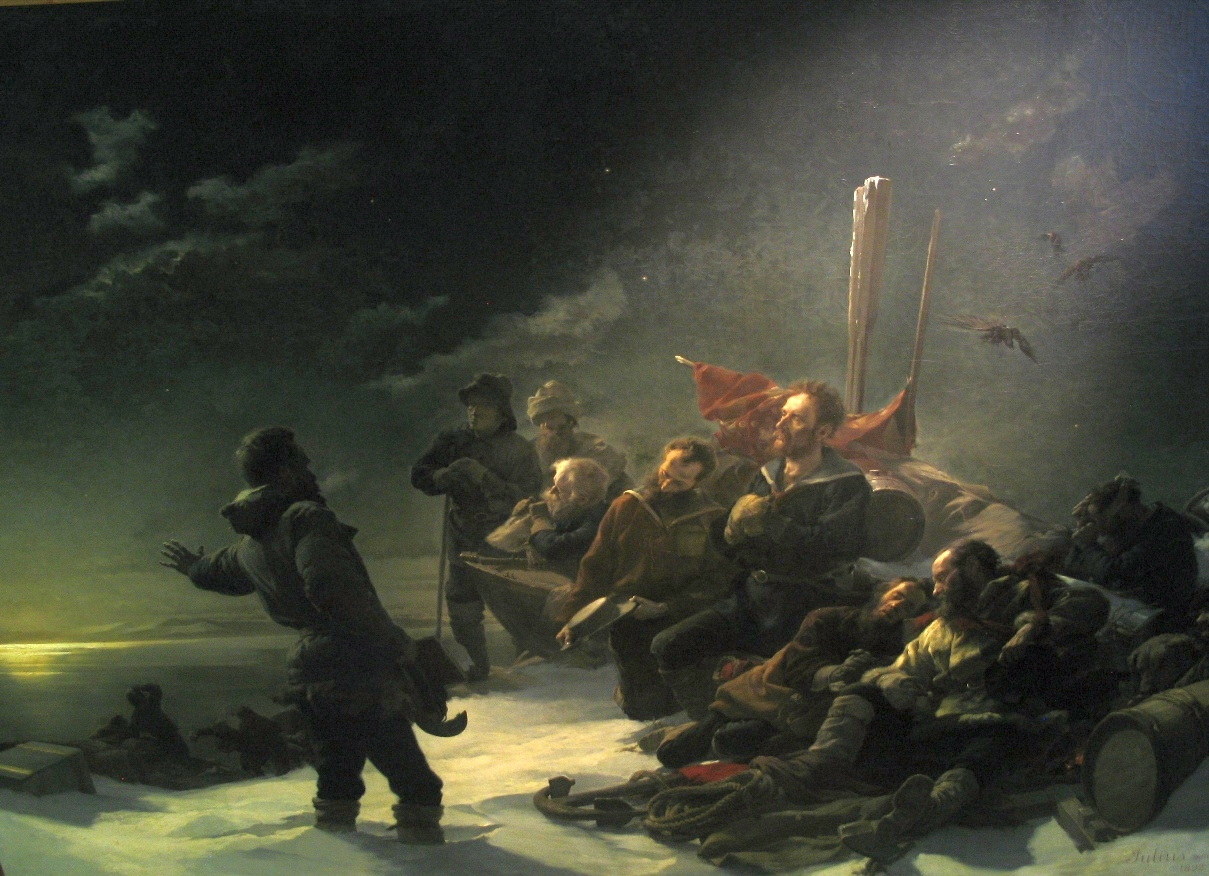
Julius Payer: Nie zurück! (Museu d'Història de l'Exèrcit de Viena)

Els descobriments i experiències de l'expedició significaren una important contribució a la ciència polar, especialment en el descobriment del Pas del Nord-est d'Adolf Erik Nordenskiöld. També va donar un impuls a l'Any Polar Internacional, cosa que significà un pas d'expedicions individuals a la cooperació científica mundial per explorar les regions polars.
L'expedició va donar diversos resultats en els camps de la meteorologia, astronomia, geodèsia, magnetisme, zoologia i albiraments de l'aurora boreal, que foren publicats per l'Acadèmia Austríaca de Ciències en 1878. A més Julius Payer publicà el llibre Österreichisch-ungarische Nordpol-Expedition in den Jahren 1872–74 ("L'expedició austrohongaresa al Pol Nord, 1872-74") i va fer diverses pintures en què mostrava diversos moments de l'expedició.
La expedició fou escollida com a principal motiu per a l'euro commemoratiu en or i plata austríac encunyat el 8 de juny de 2005. El revers de la moneda mostra dos exploradors pescant en el mar glaçat, amb el vaixell al seu darrere.